# Changes
„Changes“ (на български: „Промени“) е петият албум на блус рок групата от Бразилия Fernando Noronha & Black Soul от 2003 година.

## Траклист
Траклистът вкючва:
1. Nothing But Her Love, 4:46
2. The Hound, 4:53
3. Driftin’,4:39
4. White Trash, 5:32
5. Changes, 6:03
6. Pig Foot 3:47
7. Blues For Jimmy King, 5:28
8. Stay Away From Me, 3:52
9. Love Is Just A Gamble, 4:42
10. On The Road, 3:18
11. House Of Blues, 5:20

## Музикални изпълнители
- Фернандо Нороня – китара, вокал
- Лучано Лаеш – пиано
- Чико Прето – бас
- Рони Мартинес – ударни

## Технически параметри
Битрйет – CBR 320 kbs, размер – 128,27 Mb,формат – DXD VOX AA ASF AC3 DTS